# Abo, Nigeria
Abo eller Aboh (arkaiskt också Ibu) är en stad i Nigeria, belägen innanför Beninkusten strax ovanför floden Nigers delta, på högra flodstranden. Abo ligger i delstaten Delta. Staden är säte för ett av Nigerias 774 Local Government Areas (LGA), Ndokwa East.
Legender gör gällande att befolkningen i Abo härstammar från Kungadömet Benin, som de skulle lämnat i slutet av 1400-talet under ledning av prins Obazome, även kallad Esumai-Ukwu. Efter att några andra grupper av de som samtidigt migrerade hade slagit sig ner på andra platser i regionen, skulle gruppen under prinsen ha trängt undan folket Akiria från Abo och själv etablerat ett lokalt kungarike med Esumai som första kung (Obi).[källa behövs]
I forna tider bedrevs omfattande slavhandel i Abo, och senare bedrevs där utförsel av palmolja. I modern tid har oljeprospektering skett i trakten av Abo.